# Jüdischer Friedhof (Löwendorf, Marienmünster)
Der Jüdische Friedhof liegt am östlichen Rand der Ortschaft Löwendorf (Marienmünster) im Kreis Höxter in Nordrhein-Westfalen. Der Friedhof umfasst eine Fläche von 742 m². Im Jahr 2008 wurde er in die Denkmalliste der Gemeinde Marienmünster eingetragen.

## Geschichte
Die erste urkundliche Erwähnung jüdischen Lebens in Löwendorf fand im Jahre 1720 Jacob Wolff (Wulff). 1785 bestand die jüdische Gemeinde aus sechs Familien. Mitte des 19. Jahrhunderts gehörten die Löwendorfer Juden zur Synagogengemeinde Fürstenau, unterhielten an der Hauptstraße in Löwendorf aber einen Betsaal. Für das Jahr 1826 ist auch die Bestattung eines Löwendorfer Juden in Fürstenau belegt.
Die Anlage des jüdischen Friedhofs Löwendorf wird auf das späte 18. Jahrhundert geschätzt, das Gelände hatte der Gerichtsherr Wolff von Metternich zur Verfügung gestellt. Da die jüdische Gemeinde kein Geld für die Neuvermessung aufbringen konnte, wurde es nicht eingefriedet und um 1880 durch die Schweine des Löwendorfer Hirten verwüstet. Als letzter wurde hier 1884 Joseph Desenberg bestattet. In der NS-Zeit sind viele Grabsteine umgestoßen und zerstört worden. Nach dem Zweiten Weltkrieg wurden die erhaltenen acht Grabsteine neu angeordnet.